# CF Caniçal
Der CF Caniçal ist ein Fußballverein aus der portugiesischen Gemeinde Caniçal (Madeira). 

## Geschichte
Der Verein wurde am 16. September 1981 auf Initiative von Duarte Moniz, Ivo dos Santos Velosa und Manuel Carlos Melim gegründet. In kurzer Zeit stieg er bis in die 1ª Divisão des Fußballverbandes von Madeira auf. Seit 1984 nehmen auch Juniorenmannschaften des Vereins am Spielbetrieb teil.
Mit Einrichtung der Zona Franca da Madeira Ende der 1980er Jahre ging das bisherige Spielgelände verloren und der Verein zog auf den heutigen Campo do Caniçal. In der Saison 1996/97 sicherte er sich erstmals den Titel in der 1ª Divisão Madeira und stieg in die nationalen Ligen auf. Schon im Jahr darauf folgte der Abstieg. Nach dem zweiten Titelgewinn 2004/05 etablierte sich der Verein in der III Divisão Nacional und stieg 2007 als Meister in die II. Divisão auf. Nach zwei Abstiegen 2009 und 2011 spielte der Verein seit Sommer 2012 wieder in der II Divisão.